# Я — начало
«Я — начало» (англ. I Origins) — американский научно-фантастический фильм 2014 года режиссёра Майка Кэхилла (который является не только режиссёром, но также продюсером, автором сценария и монтажёром фильма). 
Фильм рассказывает историю молекулярного биолога (Майкл Питт), который исследует эволюцию глаза. У него начинается страстный роман с молодой загадочной женщиной Софи (Астрид Бержес-Фрисби) в период интенсивной работы вместе со своей ассистенткой Карен (Брит Марлинг). Иэн делает важное открытие, подтверждающее эволюционную теорию возникновения глаза у живых существ. Однако гибель Софи и череда событий, связанных с совпадениями рисунка глазной сетчатки у различных умерших и родившихся людей, заставляет его продолжить расследование особенностей человеческого глаза в совершенно новом направлении.
Премьера состоялась на кинофестивале Сандэнс 18 января 2014 года, где завоевал Приз Альфреда П. Слоуна. Также был признан лучшим фильмом на Каталонском международном кинофестивале в Сиджесе.

## Сюжет
В Нью-Йорке в собственной лаборатории молекулярный биолог аспирант Иэн Грэй (Майкл Питт) проводит исследования с целью доказать эволюционный характер развития глаза и показать процесс развития глаза от самых примитивных живых организмов до человека. Ему помогают компьютерный специалист Кенни (Стивен Ён) и трудолюбивая, умная студентка Карен (Брит Марлинг).
Однажды на вечеринке по случаю Хэллоуина Иэн знакомится с загадочной девушкой Софи (Астрид Бержес-Фрисби), которая одета в сексуальный карнавальный костюм и маску из чулка, открывающую только её глаза. Иэн фотографирует глаза Софи, затем они идут в ночной клуб, где занимаются сексом. Однако в какой-то момент Софи резко прерывает половой контакт, выбегает на улицу и уезжает на такси, не оставив ни имени, ни адреса. Иэн не успевает её догнать.
Некоторое время спустя Иэн заходит в магазин «7-11», где покупает лотерейный билет. На билете выбивается время его продажи: 11.11.2006, 11 часов 11 минут 11 секунд. Он садится на автобус № 11 и выходит, когда на него начинает лаять собака-поводырь. На остановке Иэн видит огромный билборд с рекламой косметики, на котором он узнаёт необычные глаза Софи. Выяснив через интернет по названию косметической фирмы имя фотомодели, Иэн начинает искать её и в конце концов встречает Софи в метро.
Между Иэном и Софи развивается стремительный роман, хотя он практически ничего о ней не знает, кроме того, что она родилась в Аргентине и в 11 лет переехала вместе с бабушкой в Париж. Вскоре Иэн и Софи решают пожениться и приходят в мэрию, чтобы подать заявление. Однако по закону их брак может быть оформлен только на следующий день после подачи заявления. В этот момент Иэну звонит Карен, сообщая, что среди тысяч слепых живых существ ей, наконец, удалось обнаружить вид червя с особой ДНК, которая встречается только у зрячих существ. Это открытие является прорывом в их исследованиях, так как они искали переходные формы на генетическом уровне от незрячих существ к существам, обладающим зрением.
Иэн вместе с Софи приезжает в лабораторию и знакомит её с Карен. Софи явно чувствует себя неуютно, заявляя, что люди подобны слепым червям. И если они не видят свет, это не значит, что его не существует. И то, что люди не видят Бога, совсем не означает, что его нет. Такие взгляды противоречат научным убеждениям Иэна, и между парой возникает напряжённость, нарушая их внутренний духовный баланс. Карен решает оставить их наедине и уезжает. Иэн и Софи снова начинают целоваться, и в этот момент Иэн неаккуратно задевает полку с пробирками, в результате чего колба с формальдегидом падает и разбивается. Формальдегид попадает в глаза Иэна, временно ослепляя его. Немедленно вызванная Карен промывает ему глаза и накладывает на них повязку, после чего говорит, что глаза полностью восстановятся только через 12 часов.
Иэн с закрытыми бинтом глазами и Софи отправляются домой. Когда они поднимаются на лифте, тот неожиданно застревает между этажами. Пытаясь выбраться, Иэн срывает с глаз повязку, однако видит всё очень смутно. Он подтягивается и забирается на этаж выше, после чего протягивает руку Софи, чтобы помочь ей, однако она медлит. Когда наконец она решается, и он вытягивает её наверх, лифт неожиданно трогается, разрывая девушку надвое. Иэн продолжает крепко держать в объятиях Софи, не сразу понимая, что она почти мгновенно умерла.
Иэн тяжело переживает утрату Софи, он практически перестаёт работать над проектом и постоянно винит себя в её смерти. Тем временем Карен продолжает вести исследовательскую работу. Однажды Карен приходит к Иэну домой, чтобы поддержать его и накормить ужином. Карен утешает Иэна, и в тот же вечер они целуются и начинают жить как супружеская пара. 
Проходит 7 лет. Карен переживает по поводу того, что она стала косвенной причиной смерти Софи, так как именно она в тот роковой день вызвала Иэна на работу, начав роковую цепь событий. Однако Иэн отвечает, что Софи была по своим убеждениям для него как ребёнок, и он вряд ли смог бы прожить всю жизнь с ней.

Иэн выступает по телевидению, рассказывая в интервью о своей только что изданной книге, посвящённой теме эволюции глаза. Карен беременна их первым ребёнком. После рождения ребёнка в больнице сканируют его глаза. После введения их изображения в базу данных, оказывается, что они совпадают с глазами пожилого афроамериканца. Факт совпадения глаз является крайне маловероятным, и врач в больнице говорит, что, скорее всего, произошёл сбой в программе, которая была запущена совсем недавно и просто могла быть не отрегулирована.
Несколько месяцев спустя Иэну домой звонит некая доктор Симмонс (Кара Симур), сообщая, что, исходя из анализов, существует незначительная вероятность того, что его ребёнок болен аутизмом, и она хотела бы провести ряд дополнительных исследований. Во время теста ребёнку показывают по две картинки справа и слева от него, на которых изображены сначала пара домов, потом пара собак, пара людей и так далее, следя за движениями зрачка ребёнка.

Вернувшись домой, Иэн и Карен не могут понять, в чём была сущность исследования и как это может быть связано с аутизмом. Они пытаются выяснить, кто такая доктор Симмонс и чем конкретно она занимается, однако им не удаётся найти ответ на этот вопрос. Тогда Иэн по памяти восстанавливает название кофейни, изображение которой показывала доктор Симмонс, и через интернет выясняет его адрес в сельском районе в штате Айдахо. 
Иэн направляется в это место, где узнаёт, что там жил тот самый фермер, глаза которого в точности совпали с глазами его сына во время сканирования сразу после рождения. Этот фермер умер два года назад, за несколько дней до того, как Иэн и Карен зачали своего ребёнка. Это обстоятельство заставляет Иэна задуматься над тем, что их ребёнок является своего рода реинкарнацией фермера.
Тем временем партнёр Иэна Кенни продолжает работу над созданием базы данных, целью которой является сбор, хранение и обобщение изображений радужной оболочки глаз всех людей на Земле. Имея ограниченный доступ к этой базе, Кенни даёт возможность Иэну и Карен сопоставить изображения радужной оболочки глаз некоторых умерших людей с изображениями радужной оболочки глаз людей живущих. Во время сопоставления выясняется, что глаза Софи в точности соответствуют глазам 8-летней девочки в Индии.
Иэн отправляется в Индию на поиски этой девочки. В гостиничном лифте с ним заговаривает дружелюбно настроенный проповедник, однако Иэн отказывается вступать с ним в контакт. Иэн находит учреждение, в котором производилось сканирование глаз девочки, где узнаёт от служащей Прийи (Арчи Панджаби), что девочка является сиротой, и её будет сложно найти.
Тогда Иэн решает разместить на билбордах изображение глаз Софи, обещая награду тому, кто найдёт девочку с такими же глазами, тратя на это немалые деньги. Когда Карен видит, как тают их накопления на кредитной карте, она просит Иэна немедленно вернуться. Однако в этот момент он замечает девочку, которая смотрит на его билборд. Изучив её глаза, Иэн приходит к заключению, что они точно совпадают с глазами Софи.
Иэн отводит девочку, которую зовут Саломина (Кашиш), в свой гостиничный номер и угощает её клубникой. Затем Иэн решает провести с девочкой специальный тест, выйдя одновременно на связь по Скайпу с Карен. Иэн показывает Саломине серии картинок, на каждой из которых есть три похожих изображения, одно из которых тесно связано с Софи. Первоначально Саломина выбирает несколько таких изображений, но затем её выбор становится всё более случайным. В конце теста степень совпадения падает до 44 %, что совсем ненамного превышает статистическую вероятность. 
Иэн говорит Карен, что чувствует себя глупцом, что затеял это исследование в расчёте найти какую-либо связь между Софи и Саломиной. Иэн берёт Саломину за руку и ведёт к лифту. Когда его двери открываются, девочка в панике кричит и отказывается садиться в лифт. Иэн обнимает её, и к нему вновь приходит мысль о том, что между Софи и Саломиной может существовать какая-то связь, которую пока он не может объяснить научно.
В сцене после титров показывается, как доктор Симмонс продолжает свои исследования по сканированию глаз умерших известных людей и получает некоторые совпадения с глазами других людей.

## В ролях
- Майкл Питт — Иэн Грэй
- Брит Марлинг — Карен
- Астрид Бержес-Фрисби — Софи
- Стивен Ён — Кенни
- Арчи Панджаби — Прийя Варма
- Кара Симур — доктор Джейн Симмонс
- Венида Эванс — Маргарет Дэйри
- Уильям Мэйпотер — Дэррил Маккензи
- Кашиш — Саломина

## Производство
Это второй полнометражный художественный фильм сценариста и режиссёра Майка Кэхилла после независимой научно-фантастической драмы «Другая Земля» (2011), в котором одну из главных ролей также сыграла актриса Брит Марлинг. На кинофестивале Сандэнс в 2011 году Кэхилл продал права на фильм «Другая Земля» компании Fox Searchlight Pictures. Одновременно он продал и сценарий своего предполагавшегося следующего фильма под названием «Я». Однако в процессе работы над сценарием новой картины Кэхилл столкнулся со сложностями в разработке некоторых аспектов истории, после чего решил сначала сделать предысторию этого фильма, для чего у него уже имелся наработанный материал. Хотя Fox Searchlight владеет правами на любые приквелы и сиквелы к «Я», Кэхил решил произвести «Я — начало» как независимый фильм, также намереваясь продать его на кинофестивале Сандэнс. Fox Searchlight дал своё согласие, и производство фильма взяли на себя студии Verisimilitude и WeWork в сотрудничестве с Bersin Pictures и Penny Jane Films. После премьеры фильма на фестивале Сандэнс в 2014 году, Fox Searchlight купил мировые права на дистрибуцию фильма.

## Оценка фильма критикой

### Общая оценка фильма
Фильм получил неоднозначные, хотя по большей части позитивные отклики критики, отметившей масштабность тематики, научную ориентацию и высокие визуальные качества картины. С другой стороны, некоторые критики обратили внимание на поверхностную трактовку некоторых научных положений и сюжетные дыры.
Кинокритик Тодд МкКарти в «Голливудский репортёр» назвал картину «бодряще отважной исследовательской работой, которая достигает исключительного баланса между эмоциональными и интеллектуальными аспектами своей необычной истории». Автор считает, что это «очень сложный и в визуальном плане роскошный фильм, погружённый в довольно загадочную, но при этом увлекательную сферу научных исследований», отмечая далее, что Кэхилл «ставит свой возбуждающий душевное волнение режиссёрский дар на службу истории с разносторонними романтическими, биологическими и метафизическими аспектами».
Клодиа Пуйг в «USA Today» охарактеризовала фильм как «увлекательный низкотехнологический научно-фантастический триллер», который исследует территорию, «на которой заканчивается наука и начинается сфера духовного». Назвав фильм «увлекательной медитацией на тему веры и науки, которая искусно уравновешивает эмоциональные и интеллектуальные аспекты», Пуйг отмечает, что «самые волнующие моменты „Я — начало“ происходят в туманной области необъяснимого, и, несмотря на некоторые сюжетные дыры, фильм удачно срабатывает на нескольких уровнях». Критик заключает, что фильм «очарователен, тревожен и заставляет думать», а его «финал делает энергичный поворот, который наверняка воспламенит дискуссию».
Кинокритик Энтони Скотт в «Нью-Йорк таймс» отметил, что «если его рассматривать в визуальном плане, этот фильм, который можно описать как основанный на теме веры эмоционально-научный романтический триллер, часто довольно привлекателен… У мистера Кэхилла призрачный, маликовский операторский стиль и утончённый, иллюзорный подход к повествованию, и на время он околдовывает своими увлекательными, меланхолическими чарами».
Джошуа Роткопф в нью-йоркском журнале «Time Out» отметил, что «в этом элегантном втором фильме Майка Кэхилла сочетаются убедительные с технической точки зрения научно-фантастические речи, эмоциональная любовная история и серьёзная попытка погружения в метафизику», добавив, что «это фильм об изменяющих жизнь встречах в метро с дымком травки нью-эйджа».
Лиа Гринблатт в «Entertainment Weekly» назвала «Я — начало» «небольшим фильмом со сверхбольшими амбициями: это и научный триллер глобальных масштабов на тему противостояния веры и науки, и романтическое кино в стиле Французской новой волны, и метафизические заморочки на бюджете независимого кино. Если это звучит более, чем немного претенциозно, то так оно и есть. При этом он необычайно трогателен», указывая далее, что «когда фильм переносится из Нью-Йорка в Айдахо, а затем в Индию, проворно перескакивая через провалы в правдоподобности и логике, при этом создавая свою особую магию».
Кинокритик Питер Дебрюдж написал в «Variety», что фильм «обращает свой взгляд на научную фантастику, давая человеческим глазам — этим окнам человеческой души — новую роль ключа к чему-то значительно большему, чем их когда-либо ранее рассматривали философы, учёные или фотографы мод». Автор отмечает, что «как и в случае с такими спорными культовыми любимцами, как „Детонатор“ и „Примесь“, этот безумно претенциозный фильм не позволяет даже своему скромному бюджету умерить колоссальную по масштабам режиссёрскую концепцию, которая перепахивает всё от существования Бога до новой, всеобъемлющей теории реинкарнации», и всё это показано «в жанре сексуально-чувственного, блуждающего по свету детективного фильма, который едва не рушится под весом собственных туманных фетишей». Дебрюдж считает, что «фильм достаточно сложен, и многие захотят посмотреть его снова, но возможность предвосхитить практически все основные сюжетные моменты… оставляет даже при первом просмотре характерное чувство дежавю» и предлагает переименовать фильм в «Я - тривиальность».

### Характеристика фильма
МкКарти отмечает, что «научная направленность Кэхилла, кажется, служит импульсом к целенаправленному погружению в тайны предметов своего исследования, которые находятся в диапазоне от чего-то столь обыденного, как влечение между влюблёнными, до поиска неврологических данных, которые помогут установить информацию о личности, что в свою очередь, может позволить понять взаимосвязь между видами, что имеет отношение к тому, что обычно называют человеческой душой». МкКарти заканчивает свой анализ словами: «Скрытые метафизические аспекты истории в конце концов выходят на передний план в кульминационном отрезке, который прост, тих и трогателен».
Анализируя научную направленность картины, Скотт отмечает, что «с середины фильма дискуссия между спиритуализмом и наукой, которая поначалу провисла на заднем плане, становится более отчётливо выраженной. Но при этом и более неловкой для поборников обоих взглядов, а также разрушительной для эмоциональной, элегантной магии фильма». В частности, «убеждённость Иэна в том, что собранная им и Карен информация положит конец этой дискуссии, столь же упрощённа и незрела, как и противоположное убеждение (которое набирает силу по ходу фильма), что существование сверхъестественного можно доказать экспериментально». Далее Скотт замечает, что «фильмы, которые столь часто имеют дело с иллюзиями, возможно, имеют врождённое пристрастие к иррациональному. Но обычно лучше — как это убедительно демонстрирует середина карьеры М. Найта Шьямалана — использовать сверхъестественное на уровне вещей, чем на уровне идей».
Дебрюдж придерживается мнения, что «фильм представляет собой какое-то паршивое шоу с волшебством, где схематично дёргают за нитки, чтобы убедить зрителя в своей точке зрения». По его словам, «хотя фильм подаётся как триллер думающего человека, вместо этого он приглашает умных зрителей копать глубоко, одновременно требуя, чтобы они не обращали внимания его очевидные сюжетные дыры». Продолжая свою критику картины, Дебрюдж пишет, что «она выдаёт псевдонауку за философию, а калейдоскоп страсти — за истинную любовь, лакируя этот шаткий визуальный пакет избыточным музыкальным сопровождением». Он заканчивает словами: «Обыгрывая своё название ещё раз, эта история начала оставляет всё открытым для сиквелов или продолжений в соответствии с запросами аудитории».
Обозреватель сайта Film.com Джеймс Рокки считает, что «в этом фильме Кэхилл придумывает науку, чтобы решать вопросы с заранее готовыми ответами — и это не особенно интересно». Он считает, что «придуманная Кэхиллом псевдонаука, конечно, выводит на первый план темы и большие идеи фильма, но делает это с раздражающей неуклюжестью повозки, которую толкает решительная, красивая, глупая лошадь». Рокки отмечает, что «в какой-то момент Иэн читает книгу (знаменитого биолога) Ричарда Докинза, и можно себе представить, как Докинс выскакивает на сцену, обращаясь к Кэхиллу со словами героя фильм «Энни Холл»: «Вы совершенно очевидно ничего не знаете о моей работе…».
Критически оценил картину и Кэлам Марш из «Village Voice», написавший: «Представьте себе, что вы старшеклассник, и ваш интерес к кино начал становиться глубже, чем то, что может предложить мультиплекс. Вы обнаруживаете, что вас начал притягивать определённый тип умного кино: суровое, неуловимое и нарочитое должно рассматриваться как апофеоз формы, потому что вы чувствуете, что вы серьёзный человек, у которого остаётся время только на серьёзные фильмы. Хороший фильм, по вашей оценке, это тот, где надо напряжённо думать, чтобы его понять, как, например, „Донни Дарко“ или „Помни“, и когда вы их разгадываете, вы чувствуете себя умным». Марш считает, что данный фильм «во многом следует этой традиции, и легко представить себе многочисленные умы старшеклассников, наслаждающихся головоломками истории и мысли, которые предлагает его сюжет». По мнению Марша, «история движется со всей легкомысленной нереальностью фильма, не озабоченного научной строгостью реального мира, но Кэхилл создаёт достаточно тайных планов, совпадений и необычайных сюжетных поворотов, чтобы увлечь свою думающую аудиторию настолько, что она не обратит на это внимание. Мы твёрдо находимся на территории Серьёзного Умного Фильма. Проблема состоит в том, что рассматривать сюжеты как загадки является довольно поверхностным способом размышления о фильмах, и в этом качестве те наслаждения, которые несёт „Я — начало“, совершенно поверхностны».

### Сравнение с «Другой Землёй»
Тодд МкКарти считает, что будучи «столь же необычным, как и „Другая Земля“, фильм „Я — начало“ ознаменовал квантовый скачок по всем направлениям, а Кэхилл продемонстрировал родство с осязаемым, насыщенными красками визуальным рядом Терренса Малика, но в значительно более суровых и чётких рамках».
Скотт полагает, что «„Другая Земля“ была искренним зрелищем, которая смогла ввести привлекательную научно-фантастическую тему с мыслью и чувством. „Я — начало“ слишком увлечён объяснениями своей сути, чтобы повторить тот же приём, и попадает в ловушку слишком серьёзного отношения к своим сумасбродным интеллектуальным причудам. Это может снести голову, но только в том случае, если вы не привыкли ей пользоваться».
Джеймс Рокки отмечает, что «в „Я — начало“ много науки, по крайней мере в количестве, если не в качестве. Но довольно быстро вы чувствуете ощутимую разницу между первым и вторым фильмами Кэхилла. Если в „Другой Земле“ Кэхилл и (и его соавтор Марлинг) придумали большое псевдонаучное событие, которое стало средством исследования и понимания персонажей и тематики фильма, то в „Я — начало“ наоборот большое псевдонаучное событие становится тем, что персонажи и темы фильма должны исследовать, объяснять и разъяснять». По мнению Рокки, «этот фильм намного легче, свободнее и (намеренно) забавнее, чем мрачно серьёзная „Другая Земля“… „Я — начало“ стоит почти на одном уровне с „Другой Землёй“, но всё равно разочаровывает то обстоятельство, что фильм, настолько одержимый глазом, имеет столь неясное, туманное видение того, что он намерен делать».

### Оценка режиссёрской работы
МкКарти отмечает, что «Кэхилл работает с большими идеями и темами в стиле, который, что отрадно, не претенциозен и не напыщен. Его стиль и интересы, безусловно, помещают его в разрежённую область американского независимого кино. Но огромный прогресс, который он сделал, в драматическом и стилистическом плане, от своего первого фильма ко второму, позволяет предположить, что он может стать одним из тех умных режиссёров, которые находят способ говорить даже о своих необычных личных интересах и темах в рамках коммерчески жизнеспособного контекста».
Пуйг подчёркивает, что «Кэхилл изобретательным, необычным образом смешивает элементы триллера с любовной историей, амбициозно выдвигает философские аргументы и утверждает мир, который, кажется, скорее ближе к научному факту, чем к научной фантастике».
Роткопф считает, что в своём втором фильме «Кэхилл улучшил свой контроль над ходом повествования», сравнивая его первую часть «со зловеще романтическим римейком Дэвида Кроненберга „Муха“ (1986)». По мнению критика, «в пользу Кэхилла говорит то, что он не является тем типом киноманьяка, которому надо напоминать, что нам время от времени хочется что-то чувствовать (его фильм освежает после сухой чопорности „Примеси“ и „Связи“)». Подводя итог, Роткопф пишет, что если Кэхилл «продолжит работу с всегда неотразимой Марлинг и введёт немного юмора, то станет чем-то большим, чем М. Найт Шьямалан на своей начальной фазе».
Питер Дебрюдж полагает, что «ключевые темы Кэхилла — любовь, вера, реинкарнация — предлагают существенно более содержательные идеи», чем типичный фильм большой студии, ставя, в частности, следующие вопросы: «Что если во вселенной существует конечное число душ? Может ли любовь вашей жизни возродиться в иной форме? Доказывает или опровергает реинкарнация существование Бога? Сводят ли гипотетические вопросы вас с ума?». Критик пишет, что фильм «заинтересовывает всеми этими вопросами и более того, постепенно превращает скептика в верующего (частая тема последних фильмов Марлинг, включая «Группировку „«Восток“» прошлого года)». Вместе с тем, Дебрюдж указывает, что когда «фильм выходит на серию откровений, предназначенных для того, чтобы взорвать умы людей, Кэхилл вводит каждый сюжетный поворот в настолько драматически замедленным образом, что зрители, кажется, опережают его на каждом шагу».

### Оценка работы творческой группы
Тодд МкКарти обратил внимание на «выдающееся мастерство» при создании картины, особенно отметив «исключительную работу немецкого кинооператора Маркуса Фордерера, изобретательную художественную постановку Тани Биджлани и создающую необходимое настроение музыку Уилла Бейтса и Фила Моссмана».
Рокки считает, что «фильм притягательно снят Маркусом Фордерером, а Кэхилл сам смонтировал его местами искусно, но в целом довольно уныло, а трогательная и изящная музыка, предающая изменения тональности в картине (нравятся вам эти изменения или нет), является, наверное, одним из лучших достижений фильма».

### Оценка актёрской работы
Если Роткопф считает, что «главным достижением фильма является убедительная игра Майкла Питта в качестве блестящего учёного-медика, увлечённого темой глаз», то Дебрюдж просит внести Майкла Питта «в список самых неубедительных учёных мира,… мечтателя с надутыми губами,… эксперименты которого — не более чем прикрытие для его личной фетишизации глаза».
Характеризуя игру Брит Марлинг, Пуйг отмечает, что она исполняет роль «тихой, вкрадчивой и разумной женщины-учёного, которую отделяют световые годы от нью-эйджевого типа личности, который представляет Софи». Пуйг пишет, что «со свойственным ей сочетанием ума и теплоты, Марлинг оживляет образ Карен. Марлинг — которая сыграла лидера секты в „Звуке моего голоса“, радикальную защитницу окружающей природы в «Группировке „Восток“», и встревоженную женщину, увлечённую космическими исследованиями в „Другой Земле“ — великолепно подходит на эту роль, донося до зрителя практическую мудрость своей героини».

## Сиквел
В соответствии с концепцией Кэхилла, действие фильма «Я» будет происходить через 20 лет после событий фильма «Я — начало», когда результат открытий доктора Иэна Грэя проявится в жизни, как указывается в титрах после фильма.